# Munții Retezat

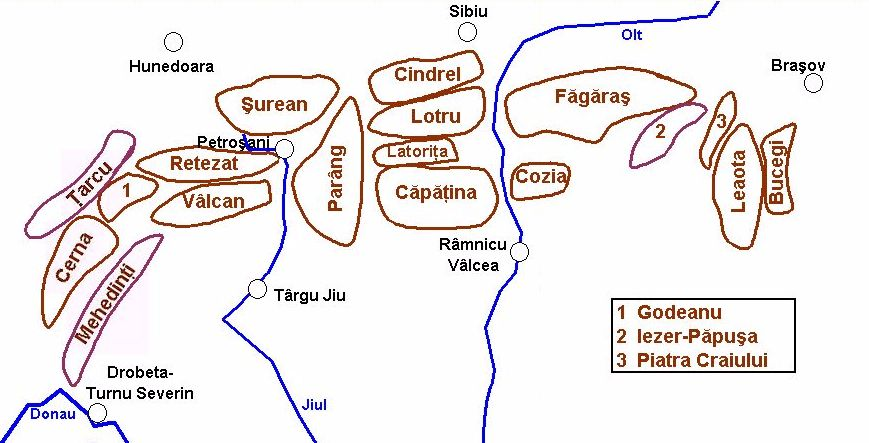
Grupele muntoase din Carpații Meridionali

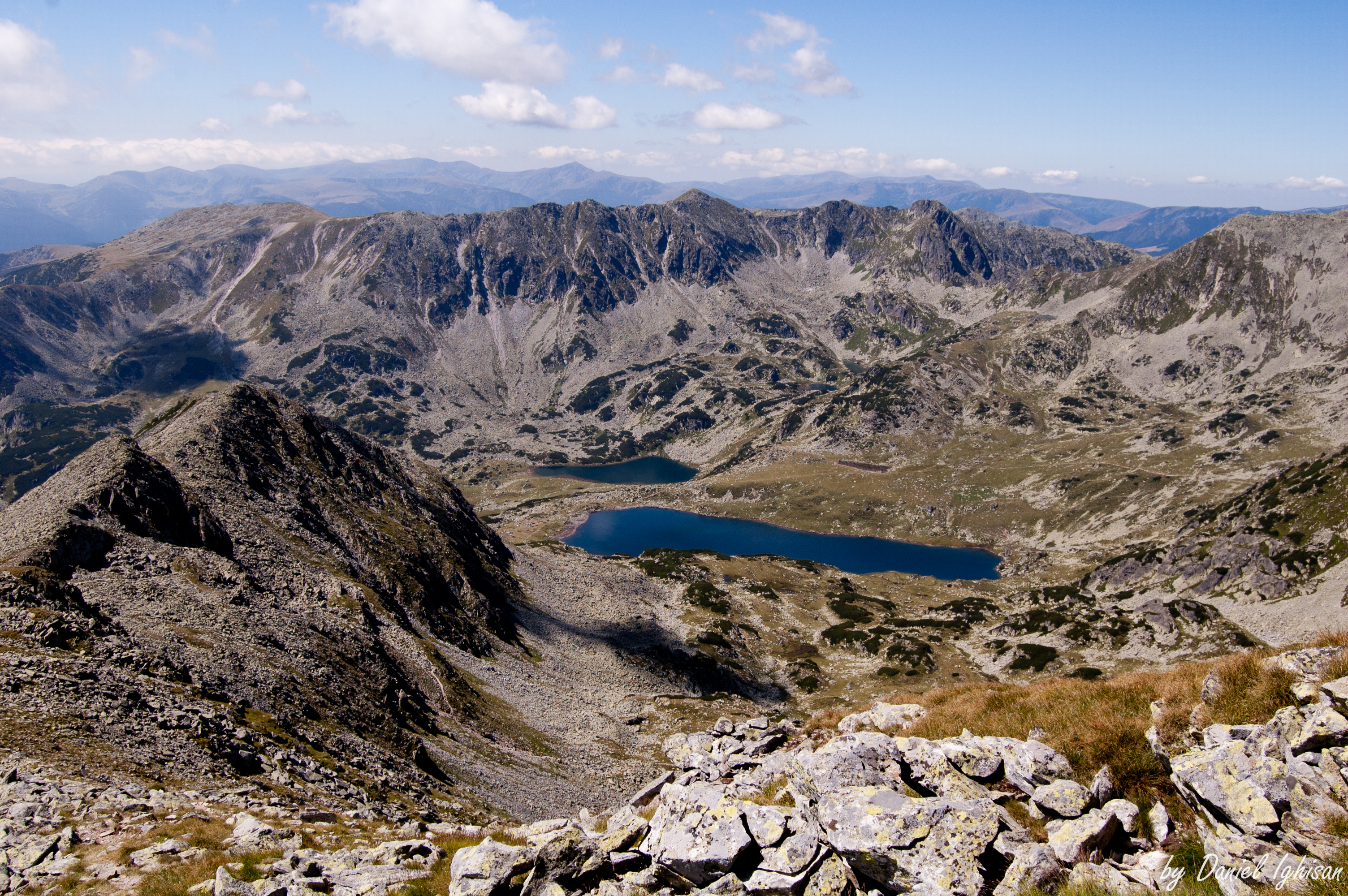
Vedere spre lacul Bucura

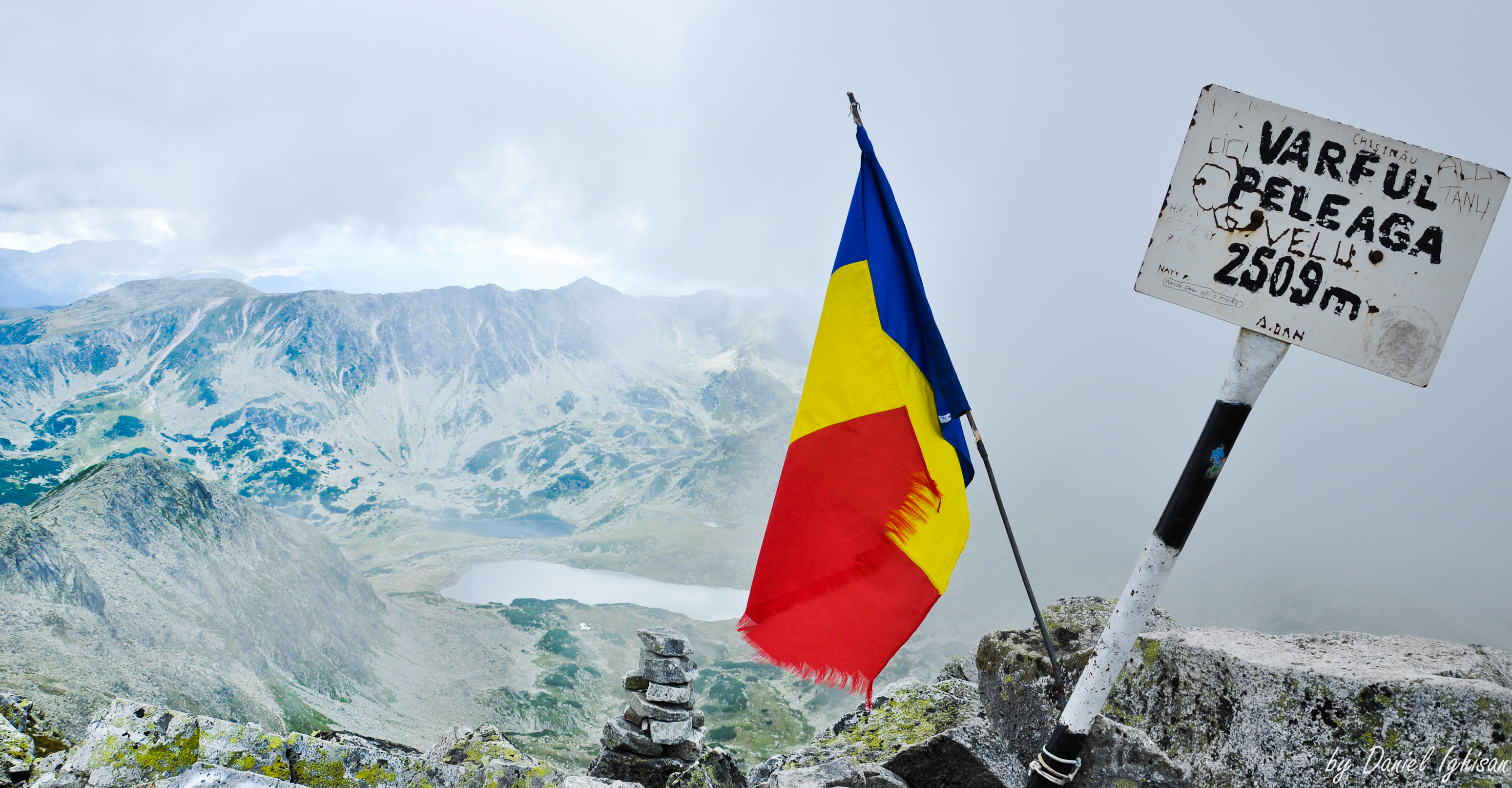
Vârful Peleaga

Vârful Peleaga și lacul Bucura

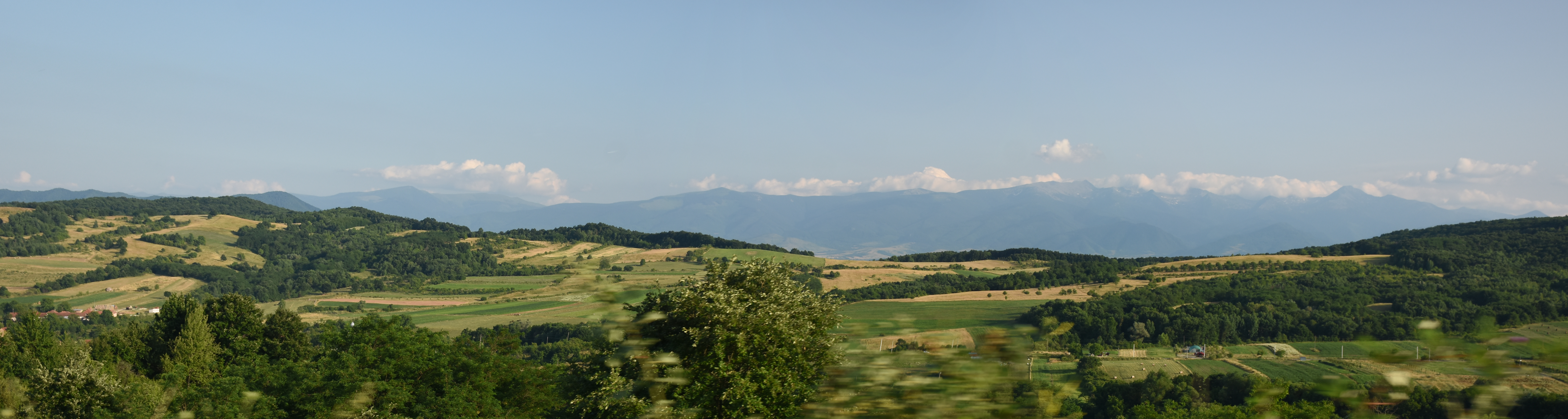
Vedere dinspre nord asupra Munților Retezat acoperiți de nori

Munții Retezat fac parte din Carpații Meridionali, grupa muntoasă Retezat-Godeanu. Sunt delimitați la est de  depresiunea Petroșani, la nord de Depresiunea Hațeg, la vest de Râul Mare iar la sud de Jiul de Vest. Sunt înconjurați de  Munții Țarcu la vest, Munții Godeanu, la sud-vest și Munții Vâlcan, la sud. 
Partea cea mai importantă a masivului este alcătuită în principal din roci cristaline și se numește Retezatul Mare; partea sudică, cu relief dezvoltat și în mase mai importante de calcare, se numește Retezatul Mic. Acestea se unesc în apropierea lacului Bucura. 

## Vârfuri
Cel mai înalt vârf din Munții Retezat este vârful Peleaga având o altitudine de 2509 m. Este un vârf pe care se poate ajunge destul de ușor dinspre Poiana Pelegii trecând pe la lacul Bucura, lac care poate fi admirat în toată splendoarea lui de la înălțimea celor 2509 metri ai Pelegii. Se urmează Curmătura Bucurei, apoi custura. Pe Vârful Peleaga se poate ajunge și din Valea Pelegii pe la Lacul Pelegii; în apropierea lui se află Vârful Păpușa (2508m).

## Cabane și refugii

### Cabane
- Cabana Baleia
- Cabana Buta
- Cabana Gentiana
- Cabana Pietrele
- Cabana Rotundă[1]

### Refugii
- Refugiul Salvamont Bucura
- Refugiul Salvamont Zănoaga[2]
- Refugiul Stâna de Râu
- Refugiul Condor[3]

## Lacuri
Lacurile din Munții Retezat sunt majoritatea de origine glaciară, din care 40 lacuri mari și mijlocii, 18 lacuri mărunte, toate permanente. Dintre acestea cele mai importante din punct de vedere turistic sunt:
- Lacul Biliboaca
- Lacul Bucura
- Lacul Zănoaga
- Lacul Ștevia
- Lacul Galeșu
- Lacul Ana
- Lacul Porții
- Lacul Agățat
- Lacul Florica
- Lacul Viorica
- Lacul Lia
- Lacul Stânișoara
- Lacul Pietrele
- Lacul Groapele
- Lacul Peleaga[4]

## Legături externe

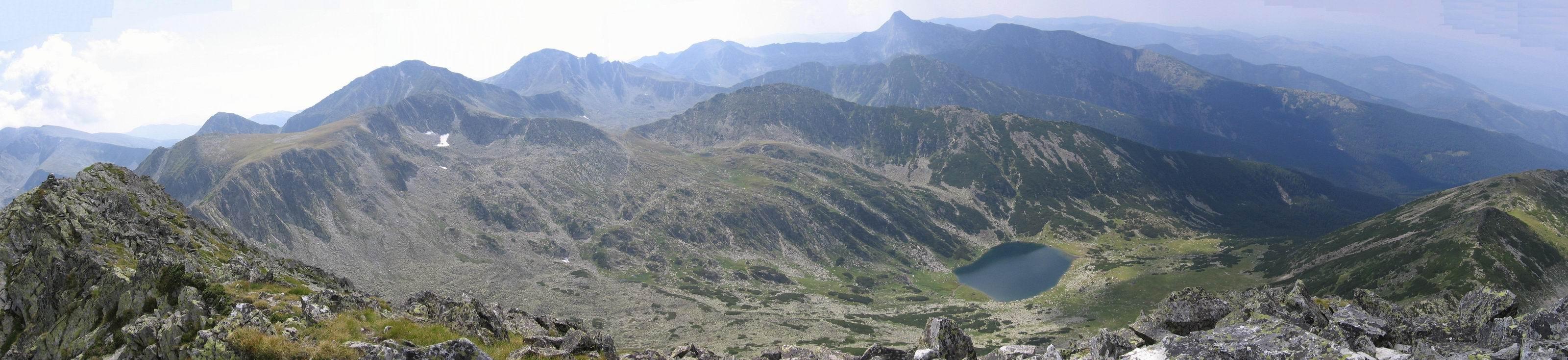
Masivul Retezat văzut de pe Vârful Mare 2.463 m
Cele mai înalte vârfuri care se văd, de la stânga la dreapta, sunt Păpușa, Peleaga și Retezat.